# Günter Brus
Günter Brus (ur. 27 września 1938 w Ardning, zm. 10 lutego 2024) – austriacki malarz, performer, grafik i poeta. Większość prac artysty była mocno szokująca i kontrowersyjna.
W 1964 wraz z Ottonem Muehlem, Hermannem Nitschem i Rudolfem Schwarzkoglerem rozpoczął nowy nurt artystyczny – akcjonizm wiedeński. Jego akcje prezentowane w obsceniczny sposób miały na celu zlekceważyć konwencje kulturowe i tematy tabu, tak aby zaszokować i poruszyć odbiorcę. Po odbyciu 6 miesięcy kary więzienia za akcję znaną pod nazwą Sztuka i Rewolucja, która miała miejsce na Uniwersytecie Wiedeńskim, Brus uciekł wraz z rodziną do Berlina, by powrócić do Austrii w 1976. Podczas wspomnianej akcji artysta oddał mocz do szklanki, wysmarował swoje ciało kałem, po czym wypił zawartość szklanki. Podczas performance'u artysta śpiewał hymn narodowy Austrii, równocześnie masturbując się. Akcja zakończyła się po tym, jak artysta publicznie zwymiotował. Wszystko to skutkowało jego natychmiastowym aresztowaniem. Podczas tej i innych akcji Brus chciał unaocznić wciąż żywego faszystowskiego ducha w narodzie austriackim. Od 1969 był redaktorem pisma „Schastrommel”. W książce Bild-Dichtungen opracował syntezę malarstwa i poezji. Był również zaangażowany w ruch i nazwie NO!Art.
W 1997 został odznaczony Wielką Austriacką Nagrodą Państwową.